# Bossenstein

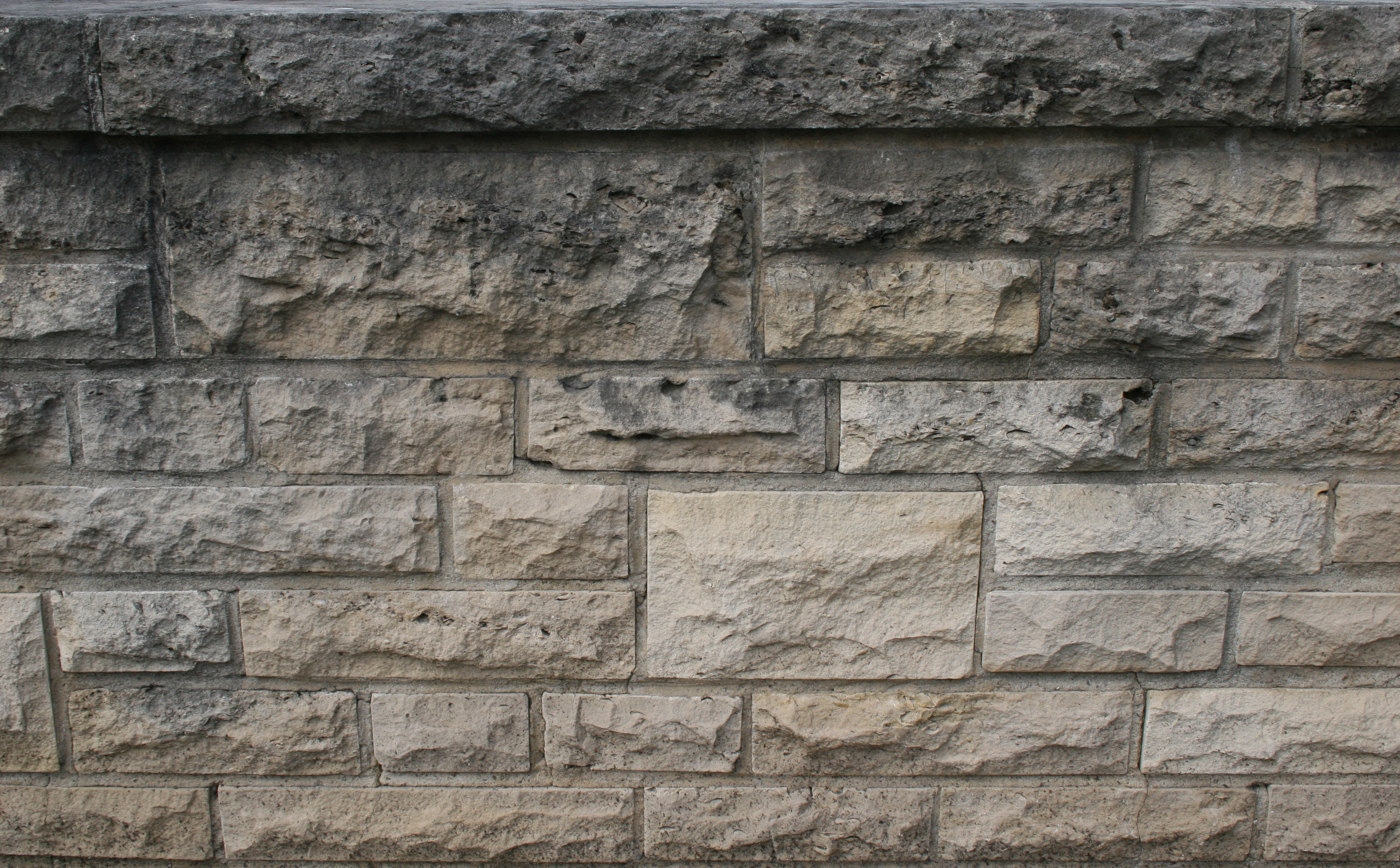
Mauerwerk (unregelmäßiges Schichtenmauerwerk) mit Bossensteinen

Als Bossensteine werden Mauersteine mit bruchrauen Oberflächen aus Natursteinen und Kunststeinen bezeichnet, die händisch hergestellt werden. Dies ist eine Tätigkeit von Steinmetzen, die dabei die Werkzeuge Fäustel und Sprengeisen einsetzen. Es werden auch Bossensteine hergestellt, die aus mineralischen Mischungen in Formen gepresst werden.
Bei der Herstellung von Bossensteinen aus Naturstein und Kunststein werden Sprengeisen an einer Steinkante angesetzt, und mit dem Fäustel wird auf das Sprengeisen geschlagen. Durch die dabei entstehende Keilwirkung werden Steinstücke abgeschlagen, die die Form einer Muschel annehmen. Diese Tätigkeit wird von Steinmetzen als Bossieren, Sprengen oder Prellen bezeichnet. In diesem Arbeitsvorgang entsteht eine bruchraue Steinoberfläche, die keine Werkzeugspuren zeigt. Diese händisch hergestellte Steinoberfläche wird als Sichtfläche verbaut.